# إيدسون دوس سانتوس
إيدسون دوس سانتوس هو لاعب كرة قدم برازيلي في مركز الدفاع، ولد في 19 مارس 1933 في ايليوس في البرازيل. لعب مع نادي أمريكا.

## وصلات خارجية
- إيدسون دوس سانتوس على موقع قاعدة بيانات كرة القدم.إي يو (الإنجليزية)
- إيدسون دوس سانتوس على موقع ناشيونال فوتبول تيمز (الإنجليزية)